# Volf Katalin
Volf Katalin (Budapest, 1964. március 31. –) Kossuth- és Liszt Ferenc-díjas magyar táncművész, balettművész, a Halhatatlanok Társulatának örökös tagja.

## Életpályája
Szülei: Volf Pál és Varga Rozália. A Magyar Táncművészeti Főiskolán 1982-ben végzett Menyhárt Jacqueline osztályában. Ugyanebben az évben az Állami Balett Intézetben balettművész oklevelet szerzett. Ezután egy évet töltött ösztöndíjasként a Moszkvai Balett Intézetben. 1983-ban a Magyar Állami Operaházhoz szerződött. 1985 óta magántáncosként is munkálkodik.
Európa valamennyi jelentősebb balettszínpadán vendégszerepelt igen nagy sikerrel, többek közt meghívást kapott a szentpétervári Kirov Balett együttesébe, valamint fellépett Kanadában, a Távol-Keleten, Izraelben és az Amerikai Egyesült Államokban is.
Számos nemzetközi balettversenyen vett részt, Amalfiban az aranyérmet, Lausanne-ban pedig a bronzérmet szerezte meg.

## Színpadi szerepei
Többek közt főszerepet táncolt Balanchine, Kylián, Manen, Forsythe, Fodor, László, Egerházi, Harangozó és Seregi egyfelvonásos balettjeiben. Legjelentősebb szerepei:
| - Seregi László -Prokofjev: Rómeó és Júlia – Júlia - Seregi-Mendelssohn: Szentivánéji álom – Titania - Seregi-Delibes: Sylvia....Sylvia - Seregi-Hacsaturján: Spartacus....Flavia - Seregi-Goldmark: Makrancos Kata....Bianca - Petipa-Róna-Csajkovszkij: Csipkerózsika....Csipkerózsika - Petipa-Vajnonen-Csajkovszkij: A diótörő....Mária hercegnő - Petipa-Ivanov-Csajkovszkij: A hattyúk tava....Odett-Odília - Lavrovszkij-Adam: Giselle....Giselle - Zaharov-Aszafjev: A bahcsiszeráji szökőkút....Mária - Ashton-Hérold: A rosszul őrzött lány....Lisa - Pártay-Csajkovszkij: Anna Karenina....Kitty - Barbay-Kocsák: Az ember tragédiája....Éva | - Balanchine est - Szerenád - Margaret Mitchell–Medveczky Ádám: Elfújta, a szél....Melanie Hamilton - Franz Schubert–Robert North: A halál és a lányka....A Lány - Ifjabb Nagy Zoltán emlékest - A klasszikustól a modernig - Kortárs csillagaink - Lépésről lépésre - Adamis Anna–Sztevanovity Dusán–Presser Gábor–Szakály György–Sárközi Gyula: LGT táncképek - A Magyar Nemzeti Balett színei - a klasszikustól a modernig - Sárközi Gyula: XXI. századi Macbeth....Lady Macbeth - Keveházi Gábor: Zorba....Bubulina |

## Díjai, kitüntetései
- Liszt Ferenc-díj (1988)
- Tériné-díj (1991)
- Oláh Gusztáv-díj (1993)
- Érdemes művész (1996)
- Philip Morris-balettdíj (1997)
- Kossuth-díj (2000) (megosztva)
- Gundel művészeti díj (2009)
- A Halhatatlanok Társulatának Örökös tagja (2008)
- A Magyar Köztársasági Érdemrend tisztikeresztje (2010)
- A Magyar Állami Operaház örökös tagja (2015)[2][3]
- A Magyar Állami Operaház Mesterművésze (2016)
- A Magyar Érdemrend parancsnoki keresztje (2024)